# 이항성
이항성(李恒星, 1919년 ~ 1997년)은 대한민국의 판화가이다. 조선일보 주최 ‘현대작가초대전’ 심사위원을 역임하였고, 한국판화협회 및 국제판화협회 회장을 지냈다. 제5,6,7회 미국 신시내티 국제판화전에 출품한 바 있고, 문화교육출판사를 경영, 《세계미술전집》을 발행하는 등 미술서적의 편찬, 보급에도 주력하였다. ‘한국고금판화전(韓國古今版畵展)’을 기획했으며, 작품으로 〈다정불심(多情佛心)〉 등이 있다.